# The Getaway: Black Monday
The Getaway: Black Monday è un videogioco, seguito di The Getaway, pubblicato in Europa da SCEE il 14 dicembre 2004. Il videogioco, sviluppato dal SCE Soho Studio e dal SCE London Studio esclusivamente su PlayStation 2, è ambientato nella capitale del Regno Unito, Londra.

## Trama

### Introduzione
The Getaway: Black Monday inizia dopo due anni dagli eventi del Sol Vita: Nick Collins, leader del Clan Collins, è stato ucciso e gli è succeduto suo fratello minore Jimmer. Jamahl è sopravvissuto agli eventi a bordo della nave Sol Vita, e la sua banda è diventata più forte dopo la caduta del Jolson, appartenenti al Bethnal Green Mob. C'è inoltre un nuovo clan in città con il nome di Viktor Skobel, russo ex capo del Partito comunista della Lettonia che da allora è diventato un importante uomo d'affari e capo di un'organizzazione dopo il passaggio a Londra. I giocatori iniziano la partita con un poliziotto di nome Ben 'Mitch' Mitchell, un Sergente, accusato di avere il grilletto facile perché per sbaglio ha ucciso un ragazzo armato con una pistola finta. La storia si sposta poi su un altro personaggio di nome Eddie, un ex pugile che diventerà anche ladro, e infine su una hacker di nome Sam Thompson. Tutti e tre i personaggi sono schierati contro Victor Skobel per varie ragioni. A seconda dei percorsi e delle azioni del giocatore, si può terminare il gioco con quattro finali diversi.

### Trama
Ben Mitchell è un sergente di polizia, famoso per i suoi precedenti. Comandato dall'ispettore Munroe, seguirà diverse indagini per arrestare un criminale lituano, Levi Stratov, che sarebbe al corrente riguardo ad una giornalista, Jackie Philips, presa in ostaggio dopo aver annunciato di pubblicare un libro con l'identità dei più grandi criminali di Londra. Dopo che Levi fugge dalla stazione di polizia, Mitch e i suoi colleghi lo inseguono; alla fine arrestano Levi di nuovo e soccorrono Jackie, che viene trasferita in un luogo sicuro. La donna rivela che a capo di tutto ci sono un tizio di nome Alexiei, un finanziere di nome Viktor Skobel, il boss giamaicano Jamahl e il capo della criminalità russa, Nadya Prushnatova. Per aver rivelato le identità, Jackie però viene nuovamente rapita da alcuni sicari. Nel frattempo, lo spacciatore giamaicano Tyler, già arrestato, confessa che Jamahl si incontrerà con gli altri capi in un magazzino per uno scambio di merce, al che la polizia si reca sul posto.
Eddie O'Connor è un famoso ex pugile, il cui allenatore Danny West è in debito con Jimmer Collins, capo dell'omonimo clan: per riscattarsi ingaggerà Eddie, una ragazzina di nome Sam e altri due uomini per infiltrarsi nella banca del finanziere russo Viktor Skobel e rubare una sua preziosa icona, equivalente al debito. Insieme riescono a rubare l'icona, ma Eddie viene catturato dagli uomini di Viktor e privato dell'icona, che viene portata in una sala da biliardo. Eddie la recupera insieme a Sam per poi ritornare alla palestra di Shoerdich per incontrarsi con Danny. La palestra è però sorvegliata dalla polizia e Sam, infiltratasi, vede che gli uomini di Collins hanno devastato la palestra uccidendo Danny e tutti gli altri frequentatori. Accecato dalla rabbia, Eddie sceglie dunque Jimmer come prossimo bersaglio, e dopo una breve lite con Sam, il giocatore dovrà decidere se aiutare o meno Sam a rientrare nella banca per recuperare il portatile. Nella prima scelta, Eddie accompagna Sam alla banca a recuperare il suo computer portatile, dopodiché ella si intrufola nell'auto di Alexiei, che si allontana; nell'altra scelta Eddie abbandona Sam la quale decide di andare da sola alla banca a recuperare il portatile, ma verrà scoperta da Alexiei e tenuta prigioniera.
Seguendo una pista, Eddie si reca in una fabbrica di quotidiani per trovare Collins, il quale viene rintracciato da Alexiei e Yuri, altro scagnozzo di Viktor, che lo torturano a morte per farlo parlare su dove sia finita l'icona. Si viene a scoprire dalle confessioni di Collins che il vero responsabile del massacro della palestra di Shoerdich è Viktor. Liberatosi, Eddie insegue Yuri fino ad un magazzino di Southwark, dove si trova faccia a faccia con Viktor, ma viene disarmato dal boss della criminalità russa, Nadya Prushnatova, alleata con Viktor e Jamahl, capo degli Yardies. L'intervento della polizia fa avere la meglio a Eddie, che riesce a liberarsi, uccide poi Yuri e dovrà scegliere se salvare o meno Jackie (che era tenuta in ostaggio da Viktor) da una situazione pericolosa. Dopodiché insegue Viktor verso la sua abitazione a Mayfair, dove elimina molti uomini di Viktor, compresa Nadya. Alla fine raggiunge Viktor su uno yacht sul Tamigi, sul quale si abbordano anche Alexiei ed altri scagnozzi; Eddie dunque si fa strada nell'imbarcazione ed uccide Alexiei.
Da questo punto si avrà accesso ad uno dei 4 finali possibili in base alle scelte compiute:
- Finale A (requisiti: aiutare Sam ad entrare nella banca e salvare Jackie nel magazzino): Viktor affronta Eddie con un fucile subacqueo e tra i due inizia il primo scontro finale. Nel frattempo Sam, intrufolatasi nello yacht, manomette i sistemi di guida dello scafo facendolo schiantare in un molo. Eddie insegue Viktor verso una sala macchine, ma viene fermato da Mitch; lo convince che non è lui che vuole, e quindi i due collaborano per eliminare Viktor. Nella battaglia finale, Eddie riuscirà infine ad uccidere Viktor, vendicando così tutti i suoi cari. Mitch poi lo lascerà andare mentre una squadra di polizia, che ha prestato soccorso a Sam, irrompe nel palazzo.

- Finale B (requisiti: aiutare Sam ad entrare nella banca ma rifiutare di salvare Jackie nel magazzino): Viktor affronta Eddie con un fucile subacqueo e tra i due inizia il primo scontro finale. Nel frattempo Sam, intrufolatasi nello yacht, manomette i sistemi di guida dello scafo facendolo schiantare in un molo. Eddie insegue Viktor verso una sala macchine, ma viene fermato da Mitch e tra i due inizia uno scontro a fuoco dove quest'ultimo ha la peggio. Nella battaglia finale, Eddie riuscirà infine ad uccidere Viktor, vendicando così tutti i suoi cari. Una squadra di polizia, che ha prestato soccorso a Sam e ha anche scoperto il corpo di Mitch, irrompe nel palazzo, ed Eddie fuggirà prima di essere scoperto.

- Finale C (requisiti: lasciare Sam a cavarsela da sola nella banca ma salvare Jackie nel magazzino): Eddie scopre che Viktor tiene in ostaggio Sam e tra i due inizia uno scontro, dove il guidatore dello yacht viene ucciso da un colpo di fiocina, facendo così schiantare lo scafo su un molo. Eddie insegue Viktor verso una sala macchine, ma viene fermato da Mitch; lo convince che non è lui che vuole e i due collaborano per eliminare Viktor. Quest'ultimo uccide Sam facendola cadere da una balaustra, ed Eddie, più irato che mai, riuscirà infine ad uccidere Viktor, vendicando così tutti suoi cari. Mitch poi lo lascerà andare mentre una squadra di polizia irrompe nel palazzo.

- Finale D (requisiti: lasciare Sam a cavarsela da sola nella banca e rifiutare di salvare Jackie nel magazzino): Eddie scopre che Viktor tiene in ostaggio Sam e tra i due inizia uno scontro, dove il guidatore dello yacht viene ucciso da un colpo di fiocina, facendo così schiantare lo scafo su un molo. Eddie insegue Viktor verso una sala macchine, ma viene fermato da Mitch e tra i due inizia uno scontro a fuoco dove quest'ultimo ha la peggio. Viktor uccide Sam facendola cadere da una balaustra, ed Eddie, più irato che mai, riuscirà infine ad uccidere Viktor, vendicando così tutti suoi cari. Una squadra di polizia, che ha appena scoperto il corpo di Mitch, irrompe nel palazzo, ed Eddie fuggirà prima di essere scoperto.

## Modalità di gioco
Nel primo capitolo usavamo i personaggi Hammond e Carter invece nel secondo capitolo ci sono tre nuovi personaggi il sergente di polizia Ben Mitchell, il pugile Eddie O' Conor e un hacker femminile di nome Sam Thompson.
Tutti e tre personaggi saranno utilizzabili e s'incontreranno strada facendo. Gli episodi sono 22 e il gioco è poco collegato con il primo, l'unico giocatore che è presente in questo episodio è Jamahl; viene anche citato Nick Collins.
Il secondo capitolo di questa serie esclusiva PlayStation 2 ha il grande merito di mostrare una Londra ancora più realistica, più dettagliata rispetto al capitolo precedente. I dettagli urbani risultano fedeli all'originali, anche nel caso della metropolitana, delle rive del Tamigi e degli altri luoghi famosi della capitale britannica. Un'altra novità è che, a differenza del primo capitolo, sono state inserite anche le moto e le biciclette (rarissime).
Le automobili riprodotte in Black Monday godono tutte delle licenze ufficiali. Il traffico di automobili e persone che circolano per i nuovi quartieri di Londra è aumentato sensibilmente.
È possibile gestire le telecamere di sorveglianza.

## Personaggi
- Sergente Ben 'Mitch' Mitchell: Calmo ma pericoloso, Mitch è stato accusato di avere il grilletto facile. Come agente della squadra contro il crimine organizzato della Polizia Metropolitana, il suo carattere imprevedibile e i silenzi eloquenti fanno innervosire i suoi colleghi, ma il suo ufficiale comandante, l'ispettore Munroe, lo rispetta e approva i suoi metodi operativi. Atletico, possente e concentrato sul lavoro che gli è stato affidato, il suo addestramento militare lo ha preparato a pattugliare le strade della città. Per Mitch, un ordine è un ordine, ma talvolta la sua iniziativa prende il sopravvento. Nella versione italiana il doppiatore è Lorenzo Scattorin.

- Eddie O'Connor: Semplice e con i piedi per terra, Eddie è esattamente come si mostra. Nato a Bethnal Green, Eddie ha ereditato i vecchi valori della famiglia e della lealtà tipici dell'East End. Si è allenato come pugile della palestra di Danny West da quando aveva undici anni, e ora è un pugile dilettante e una celebrità locale. Danny ha insegnato a Eddie tutto ciò che sapeva, ed Eddie farebbe qualunque cosa per il suo mentore... senza mai fare domande. Nella versione italiana il doppiatore è Marco Balzarotti.

- Sam Thompson: Veloce, agile e dura come una roccia, Sam è sveglia e impaziente di mettersi alla prova. Un'artista dell'imbroglio nata, con un'ossessione per la manomissione di computer, ha fatto parte di organizzazioni criminali locali, e il tempo passato in riformatorio le ha lasciato una certa preparazione atletica. Ora che è fuori, può accedere a edifici e sistemi di sicurezza e l'incontro con Danny e la sua banda sta per dimostrarle che a diciannove anni la sua intelligenza e ambizione vanno ben oltre la sua età. Nella versione italiana il doppiatore è Lorella De Luca.

- Danny West: Allenatore di boxe per 25 anni, gli interessi nella vita di Danny sono la sua palestra, i suoi ragazzi, il vizio del gioco e fare abbastanza soldi da mantenere tutte queste cose. Ha avuto le mani in pasta ovunque: dalla riscossione dei debiti alla sicurezza dei nightclub, dall'estorsione ai programmi di protezione. Il suo vizio l'ha messo nei guai e ora che la banda dei Collins vuole riscattare il suo credito, Danny si trova sull'orlo del baratro. Nella versione italiana il doppiatore è Aldo Stella.

- Jackie Philips: Bellissima e scaltra giornalista criminale, Jackie Philips ha indagato sull'ascesa del criminale organizzato europeo a Londra per diversi anni. Durante la raccolta di informazioni per un libro nel quale rileverà l'identità di alcuni mafiosi dell'est europeo con base a Londra, Jackie ha messo in pericolo la sua vita per la causa del giornalismo. Il suo coraggio sta per essere messo a dura prova.

- Viktor Skobel: Ex funzionario Russo, Viktor è stato espulso dall'Estonia nel '92. Da allora è divenuto una figura autorevole sulla piazza finanziaria di Londra. È un personaggio complesso il cui sorriso smagliante nasconde un carattere spietato. Ha una passione per l'arte, la cultura e le belle donne, che tratta come cittadini di seconda categoria. Un tatuaggio sulla mano sinistra è l'unico indizio del suo retaggio molto meno raffinato. Nella versione italiana il doppiatore è Marco Pagani.

- Zara Beauvais: Zara ha tutto il potere che la sua bellezza le concede. Il suo aspetto è la sua arma vincente, tanto che usa il suo fascino per ottenere ciò che desidera. Finché tiene la bocca chiusa, Zara è l'accessorio perfetto per Viktor: uno stile di vita che può accettare finché il gioco vale la candela.

- Jimmer Collins: Fin dalla morte di Nick Collins, suo fratello minore Jimmer ha preso il controllo della temuta banda Collins. Ma con poca esperienza nel gestire un affare del genere, Jimmer si sforza di ottenere la collaborazione della sua banda e sta facendo precipitare l'organizzazione del suo defunto fratello. Con le spalle al muro e senza suo fratello a guidarlo, l'impero di Jimmer sta per crollare.

- Jamahl: Jamahl e i suoi uomini giamaicani, evitando i guai nati dalla guerra tra bande nel 2002, hanno anzi approfittato della caduta dei Jolson. La sfera d'influenza di Jamahl si è accresciuta, e le sue attività si sono delineate più precisamente. Abbandonata la droga, adesso è concentrato sulle armi, per le quali ha sempre avuto un debole e grazie alle quali è finalmente un giocatore di primo piano.

## Accoglienza
The Getaway: Black Monday è stato apprezzato per la grafica, il suono e la storia, invece per il gameplay è stato criticato.
| Pubblicazione                                               | Voti   |
| ----------------------------------------------------------- | ------ |
| IGN Archiviato il 7 aprile 2012 in Internet Archive.        | 6.5/10 |
| Metacritic Archiviato il 7 aprile 2010 in Internet Archive. | 57/100 |
| Gamespot                                                    | 6.4/10 |

## Seguiti
Gangs of London è l'ultimo episodio della serie ed è stato distribuito per PlayStation Portable nell'anno 2006/2007. Il gioco ha delle caratteristiche di gameplay diverso e non ha nessun legame con i due episodi precedenti. La storia del gioco si concentra su delle bande di Londra.
The Getaway 3 è l'annunciato terzo episodio della serie, il cui sviluppo non è mai stato completato. Il 4 giugno 2008, la Sony aveva fermato la produzione del gioco insieme a Eight Days. Entrambi i giochi non vennero però mai pubblicati.